# Florida land boom
De Florida land boom was een vastgoedhausse die plaatsvond in de jaren 20 van de 20e eeuw in de Amerikaanse staat Florida.
Begin jaren twintig werd Florida populair als leef- en recreatiegebied. Om deze reden werd er flink geïnvesteerd in grond, hotels, woningen en wegen. Na verloop van tijd werden grote landaanwinningsprojecten opgezet. Delen van de Everglades (de moerasgronden in zuid Florida) werden drooggelegd en voor de kust van Miami werden kunstmatige eilanden aangelegd. Toen de prijzen nog verder opliepen werden zelfs moerasgebieden die niet eens aan zee of in de buurt van een stad lagen voor grof geld doorverkocht. Eind 1925 ging het dan ook mis en barstte deze vastgoedzeepbel.
De hausse heeft wél een vormende uitwerking gehad op de stad Miami en omstreken en deze gevormd tot wat het nu is.